# Panicum phoiniclados
Panicum phoiniclados är en gräsart som beskrevs av Vasudeo Narayan Naik och Patunkar. Panicum phoiniclados ingår i släktet vipphirser, och familjen gräs. Inga underarter finns listade i Catalogue of Life.